# Джозеф Інакархіре
Джозеф Інакархіре (англ. Joseph Enakarhire, нар. 6 листопада 1982, Варрі) — нігерійський футболіст, що грав на позиції захисника за низку європейських клубних команд та національну збірну Нігерії.

## Клубна кар'єра
Народився 6 листопада 1982 року в місті Варрі. Займався футболом на батьківщині у клубній структурі «Енугу Рейнджерс», а 1999 року перебрався до академії бельгійського «Стандарда» (Льєж).
У дорослому футболі дебютував 2001 року виступами за головну команду «Стандарда», в якій провів три сезони, взявши участь у 75 матчах чемпіонату, після чого перейшов до португальського «Спортінга».
У Португалії не заграв і 2005 року став гравцем російського «Динамо» (Москва). Основним гравцем московського клубу також не став. У 2006–2008 роках провів по одному сезону в оренді у французькому «Бордо» та грецького «Панатінаїкоса».
Ставши 2008 року вільним агентом, намагався працевлаштуватися у декількох європейських командах, проте безрезультатно і фактично завершив ігрову кар'єру у 26-річному віці.
У 2012–2013 роках намагався відновити футбольну кар'єру спочтаку у санмаринському «Ла Фіоріта», а згодом у латвійському «Даугавпілсі», проте невдало.

## Виступи за збірну
2002 року дебютував в офіційних матчах у складі національної збірної Нігерії.
У складі збірної був учасником Кубка африканських націй 2004 року в Тунісі та Кубка африканських націй 2006 року в Єгипті. На обох турнірах нігерійці здобували бронзові нагороди.
Загалом протягом кар'єри у національній команді, яка тривала 5 років, провів у її формі 22 матчі, забивши 2 голи.

## Титули і досягнення
- Володар Кубка французької ліги: 2006-07
- Володар Суперкубка Латвії: 2013

Збірні
- Бронзовий призер Кубка африканських націй: 2004, 2006